# Jesús Díaz
Jesús Díaz (1954. október 16. –) kolumbiai nemzetközi labdarúgó-játékvezető.

## Pályafutása

### Nemzeti játékvezetés
A küldési gyakorlat szerint rendszeres partbírói tevékenységet is végzett. Az I. Liga játékvezetőjeként 1990-ben vonult vissza.

### Nemzetközi játékvezetés
A Kolumbiai labdarúgó-szövetség Játékvezető Bizottsága (JB) terjesztette fel nemzetközi játékvezetőnek, a Nemzetközi Labdarúgó-szövetség (FIFA) 1983-tól tartotta nyilván bírói keretében. A FIFA JB központi nyelvei közül a spanyolt beszéli. Több nemzetek közötti válogatott és klubmérkőzést vezetett, vagy működő társának partbíróként segített. A kolumbiai nemzetközi játékvezetők rangsorában, a világbajnokság sorrendjében többedmagával a 3. helyet foglalja el 2 találkozó szolgálatával. Az aktív nemzetközi játékvezetéstől 1990-ben vonult vissza.

#### Labdarúgó-világbajnokság

##### U20-as labdarúgó-világbajnokság
Szovjetunió rendezte az 5., az 1985-ös ifjúsági labdarúgó-világbajnokságot, ahol a FIFA JB hivatalnokként foglalkoztatta.

###### 1985-ös ifjúsági labdarúgó-világbajnokság
| Időpont             | Helyszín                          | Mérkőzés típusa              | Mérkőzés               | Eredmény |
| ------------------- | --------------------------------- | ---------------------------- | ---------------------- | -------- |
| 1985. augusztus 29. | Boris Paichadze Stadion, Tbiliszi | csoportmérkőzés (B. csoport) | Írország–Spanyolország | 2 : 4    |

---
A világbajnoki döntőhöz vezető úton Mexikóba a XIII., az 1986-os labdarúgó-világbajnokságra és Olaszországba a XIV., az 1990-es labdarúgó-világbajnokságra a FIFA JB bíróként alkalmazta. Selejtező mérkőzéseket a CONMEBOL zónákban vezetett. A FIFA JB elvárása szerint, ha nem vezetett, akkor partbíróként tevékenykedett. 1986-ban két csoportmérkőzés közül az egyiken egyes számú besorolást kapott, játékvezetői sérülés esetén továbbvezethette volna a találkozót. Az egyik nyolcaddöntőben 2. pozícióban szolgált. 1990-ben is meghívást kapott, de családi okok miatt visszavonult az aktív játékvezetéstől. Világbajnokságon vezetett mérkőzéseinek száma: 2 + 3 (partbíró).

##### 1986-os labdarúgó-világbajnokság

###### Selejtező mérkőzés
| Időpont           | Helyszín                  | Mérkőzés típusa           | Mérkőzés      | Eredmény | Nézők száma |
| ----------------- | ------------------------- | ------------------------- | ------------- | -------- | ----------- |
| 1985. március 24. | Nemzeti Stadion, Santiago | előselejtező (2. csoport) | Chile–Uruguay | 2 : 0    | 80 000      |

###### Világbajnoki mérkőzés
| Időpont          | Helyszín                         | Mérkőzés típusa              | Mérkőzés     | Eredmény | Nézők száma |
| ---------------- | -------------------------------- | ---------------------------- | ------------ | -------- | ----------- |
| 1986. június 8.  | Nemesio Díez Stadion, Toluca     | csoportmérkőzés (B. csoport) | Irak–Belgium | 1 : 2    | 20 000      |
| 1986. június 21. | Universitario Stadion, Monterrey | egyik elődöntő               | NSZK–Mexikó  | 0 : 0    | 41 700      |

##### 1990-es labdarúgó-világbajnokság

###### Selejtező mérkőzés
| Időpont             | Helyszín                  | Mérkőzés típusa           | Mérkőzés       | Eredmény | Nézők száma |
| ------------------- | ------------------------- | ------------------------- | -------------- | -------- | ----------- |
| 1989. augusztus 13. | Nemzeti Stadion, Santiago | előselejtező (3. csoport) | Chile–Brazília | 1 : 1    | 60 697      |

#### Copa América
Brazília volt a házigazdája 34., az  1989-es Copa América tornának, ahol a CONMEBOL  JB játékvezetői szolgálattal bízta meg.

##### 1989-es Copa América

###### Copa América mérkőzés
| Időpont          | Helyszín                         | Mérkőzés típusa              | Mérkőzés           | Eredmény | Nézők száma |
| ---------------- | -------------------------------- | ---------------------------- | ------------------ | -------- | ----------- |
| 1989. július 6.  | Serra Dourada Stadion, Goiânia   | csoportmérkőzés (B. csoport) | Ecuador–Bolívia    | 0 : 0    | 3 000       |
| 1989. július 8.  | Serra Dourada Stadion, Goiânia   | csoportmérkőzés (B. csoport) | Argentína–Uruguay  | 1 : 0    | 18 000      |
| 1989. július 16. | Maracanã Stadion, Rio de Janeiro | utolsó, döntő forduló        | Argentína–Paraguay | 0 : 0    | 90 000      |

#### Olimpiai játékok
Az 1984. évi és az 1988. évi nyári olimpiai játékok labdarúgó tornáján a FIFA JB játékvezetőként foglalkoztatta.

##### 1984. évi nyári olimpiai játékok
| Időpont          | Helyszín                | Mérkőzés típusa              | Mérkőzés    | Eredmény | Nézők száma |
| ---------------- | ----------------------- | ---------------------------- | ----------- | -------- | ----------- |
| 1984. július 30. | Harvard Stadion, Boston | csoportmérkőzés (B. csoport) | Kanada–Irak | 1 : 1    | 16 730      |

##### 1988. évi nyári olimpiai játékok
| Időpont              | Helyszín                  | Mérkőzés típusa              | Mérkőzés           | Eredmény | Nézők száma |
| -------------------- | ------------------------- | ---------------------------- | ------------------ | -------- | ----------- |
| 1988. szeptember 17. | Hanbat Stadion, Daejeon   | csoportmérkőzés (B. csoport) | Zambia–Irak        | 2 : 2    | 29 600      |
| 1988. szeptember 25. | Központi Stadion, Gwangju | egyik negyeddöntő            | Zambia–Németország | 0 : 4    | 8 000       |

#### Nemzetközi kupamérkőzések
Vezetett kupadöntők száma: 1.

##### Interkontinentális kupa
| Időpont            | Helyszín                | Mérkőzés típusa | Mérkőzés                                | Eredmény | Nézők száma |
| ------------------ | ----------------------- | --------------- | --------------------------------------- | -------- | ----------- |
| 1988. december 11. | Olimpiai Stadion, Tokió | döntő           | Club Nacional de Football–PSV Eindhoven | 2 : 2    | 62 000      |

## Szakmai sikerek
A IFFHS (International Federation of Football History & Statistics) 1987-2011 évadokról tartott nemzetközi szavazásán 151, játékvezető besorolásával minden idők 102, legjobb bírójának rangsorolta, holtversenyben  John Blankenstein, Felix Brych, Ioan Igna, Kamikava Tóru, Siegfried Kirschen, Adolf Prokop társaságában.